# Hotsumisaki-ji

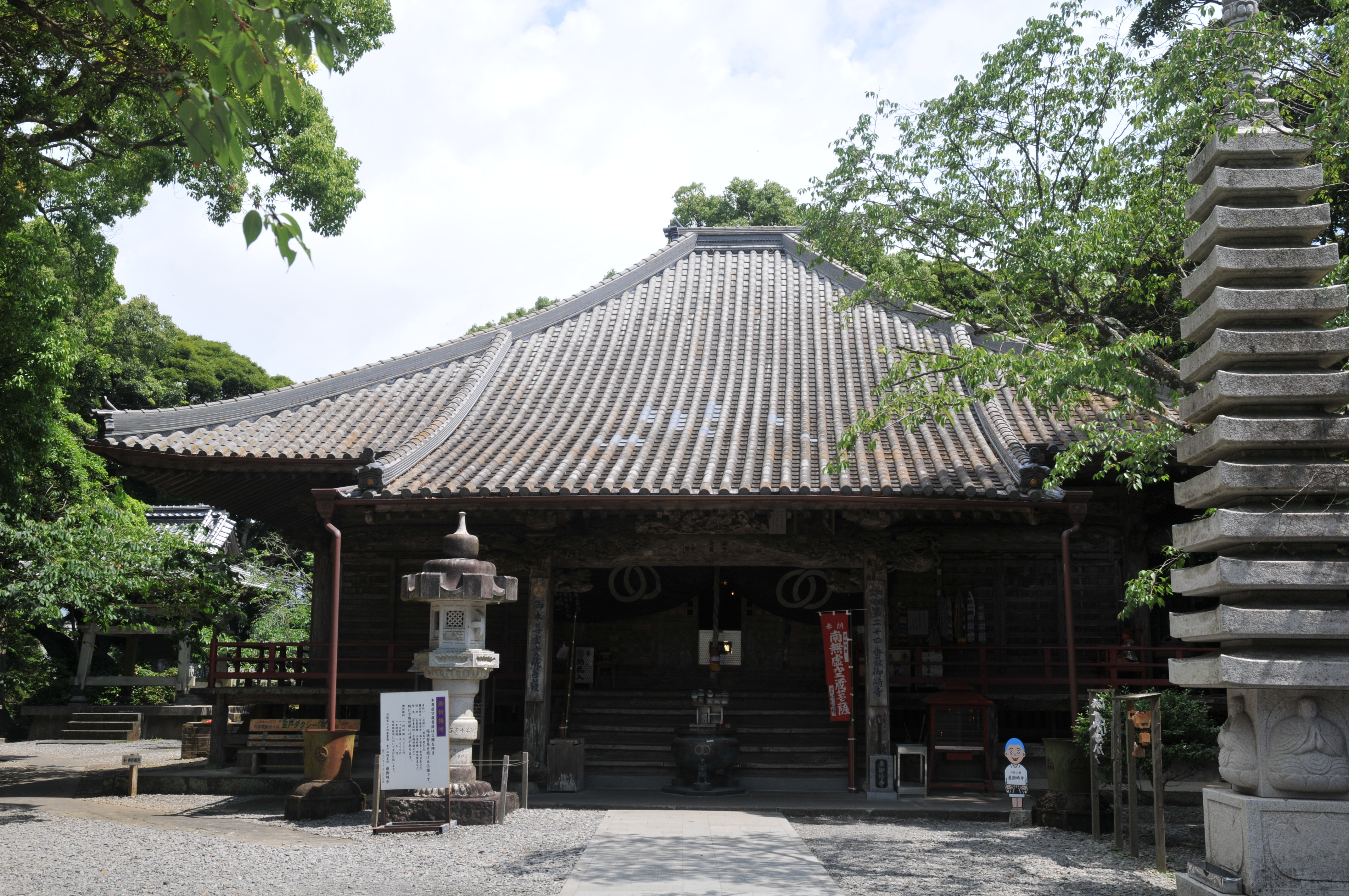
Haupthalle

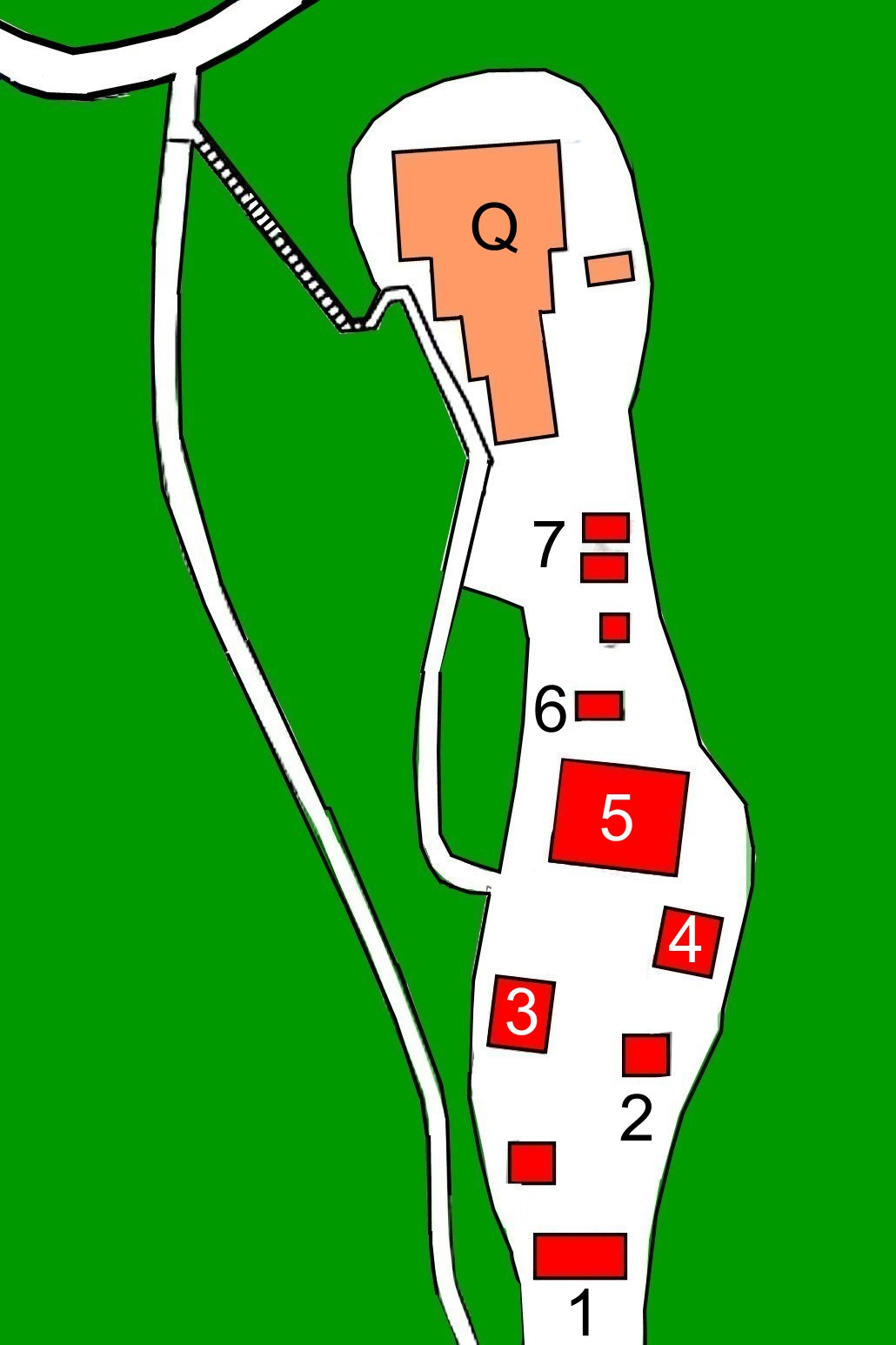
Plan des Tempels (s. Text)

Der 	Hotsumisaki-ji (japanisch 最御崎寺), auch Higashi-dera (東寺) genannt, mit den Go Murotozan (室戸山) und Myōjōin (明星院), hoch gelegen auf dem Hotsumi-Kap von Shikoku, das zur Stadt Muroto (Präfektur Kōchi) gehört, ist ein Tempel, der zum Shingon-Buddhismus gehört. In der traditionellen Zählung ist er der 24. Tempel des Shikoku-Pilgerwegs.

## Geschichte
Der Tempel soll sich ursprünglich auf dem Shiūjizan (四十寺山) befunden haben, bis er während der Kantoku-Ära (1044–1046) hierher verlegt wurde. Nach den Aufzeichnungen brannte der Tempel 1202 ab und wurde auch danach von Bränden heimgesucht. Während der Muromachi-Zeit genoss der Tempel die Unterstützung der Ashikaga, in der Edo-Zeit die der Yamanouchi, die die Provinz Tosa regierten.
Zu Beginn der Meiji-Zeit fiel der Tempel der Trennung von Shintoismus und Buddhismus zum Opfer, wurde später jedoch wieder aufgebaut. Hauptkultfigur ist Kokūzō Bosatsu (虚空蔵菩薩), den Priester Kukai für den Tempel geschnitzt hatte.

## Anlage
Man betritt den Tempel von Süden her durch das Tempeltor, das hier als Niō-Turmtor (仁王門, Niōmon; 1) ausgeführt ist, also als ein Tor, mit den Tempelwächtern rechts und links vom Durchgang. Auf der rechten Seite folgt der alte Glockenturm (旧鐘楼, Kyū Shōrō; 2), links dann die Halle, die dem Tempelgründer gewidmet ist, die Daishidō (大師堂; 3). Vor dieser Halle steht ein „Glockenstein“ (鐘石, Kaneishi), der bei Anschlag einen Glockenton von sich gibt. Auf der rechten Seite steht die Pagode, die hier – wie im Shingon üblich – als Schatzpagode (多宝塔, Tahōtō; 4) ausgeführt ist. Voraus folgt die Haupthalle des Tempels (本堂, Hondō; 5).
Passiert man die Haupthalle an der linken Seite, so hat man rechts den neuen Glockenturm (新鐘楼, Shin Shōrō; 6). Dann folgen rechts Pavillons, von denen der erste Prinz Shōtoku (聖徳堂; 7) gewidmet ist, und der zweite der Goma-Zeremonie (護摩堂; 7).
Im Norden der Anlage befindet sich das große Gästehaus für Pilger (Q).

## Schätze
Der Tempel besitzt zahlreiche Schätze, von denen die folgenden als Wichtiges Kulturgut Japans eingestuft sind: 
- Sitzender Yakushi Nyorai (der heilende Buddha)  – (木造 薬師如来 坐像, Mokuzō Yakushi nyorai zazō), aus Holz zusammengesetzt, aus der Fujiwara-Zeit, also aus der späten Heian-Zeit, stammend. Die Skulptur ist 85,7 cm hoch.
- Buddhas Begleiterin Gekkō (月光) stammt ebenfalls aus der Fujiwara-Zeit. Sie ist 102 cm hoch, ihr Kopf ist im Verhältnis zum Körper etwas zu groß.
- Die Kannon im Halblotussitz mit einem aufgestellten Bein (如意輪観音半跏像, Nyoirin Kannon hankazō) ist 53,2 cm hoch. Da sie  aus Marmor gefertigt ist – was in Japan nie geschah – muss sie vom Festland herüber gekommen sein.
- Die rotlackierte Schale (漆塗台盤, Urushinuri daiban) hat drei Füße und wird daher auch „Dreibein-Schale“ (三足丸盆, Mitsuashi marubon) genannt. Der Tempel erhielt sie im Jahr 1379 als Geschenk vom Hiwasa Hachimangū (Präfektur Tokushima). Ihr Gegenstück ist schwarz lackiert.

## Bilder

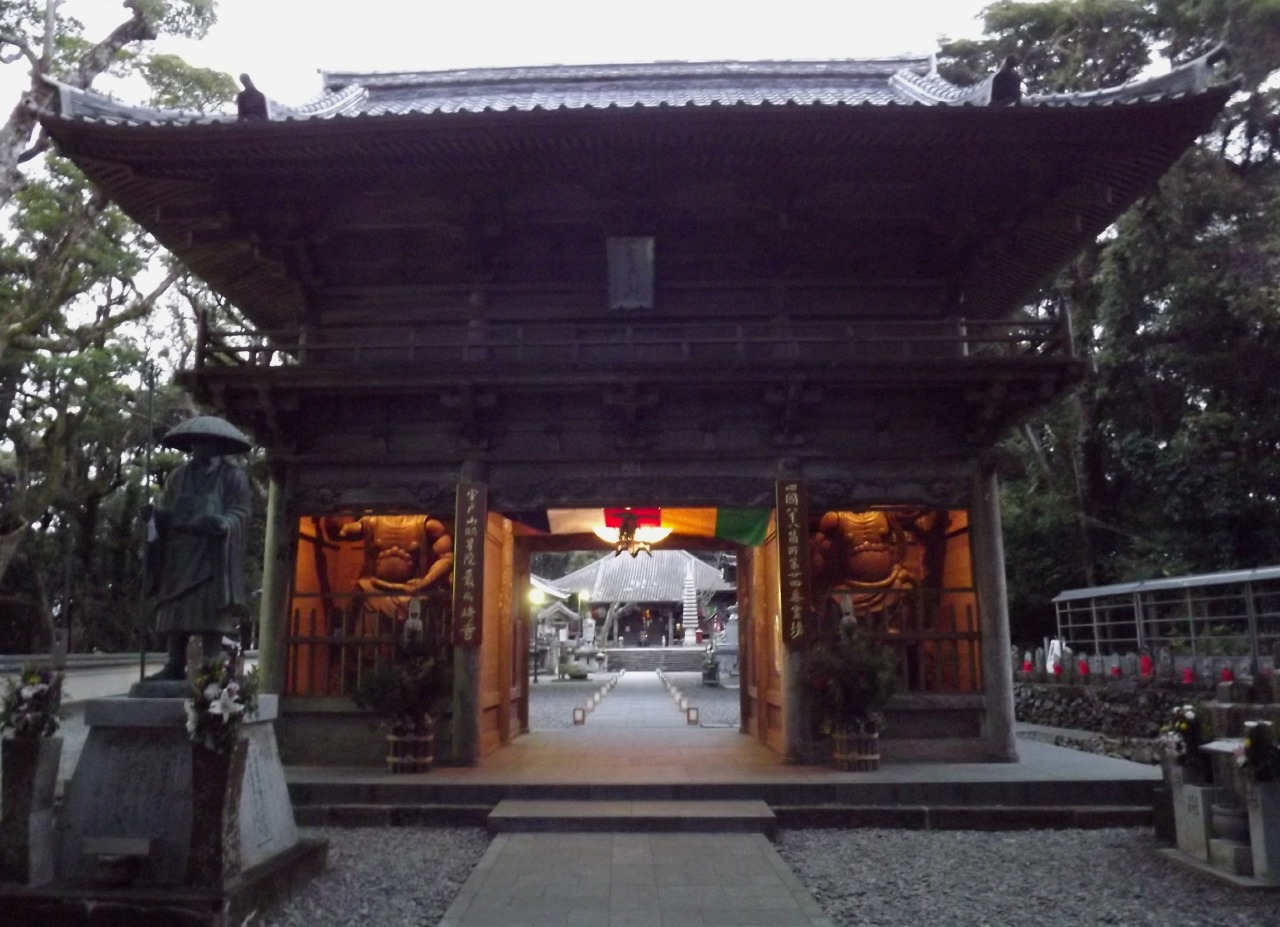
Tempeltor
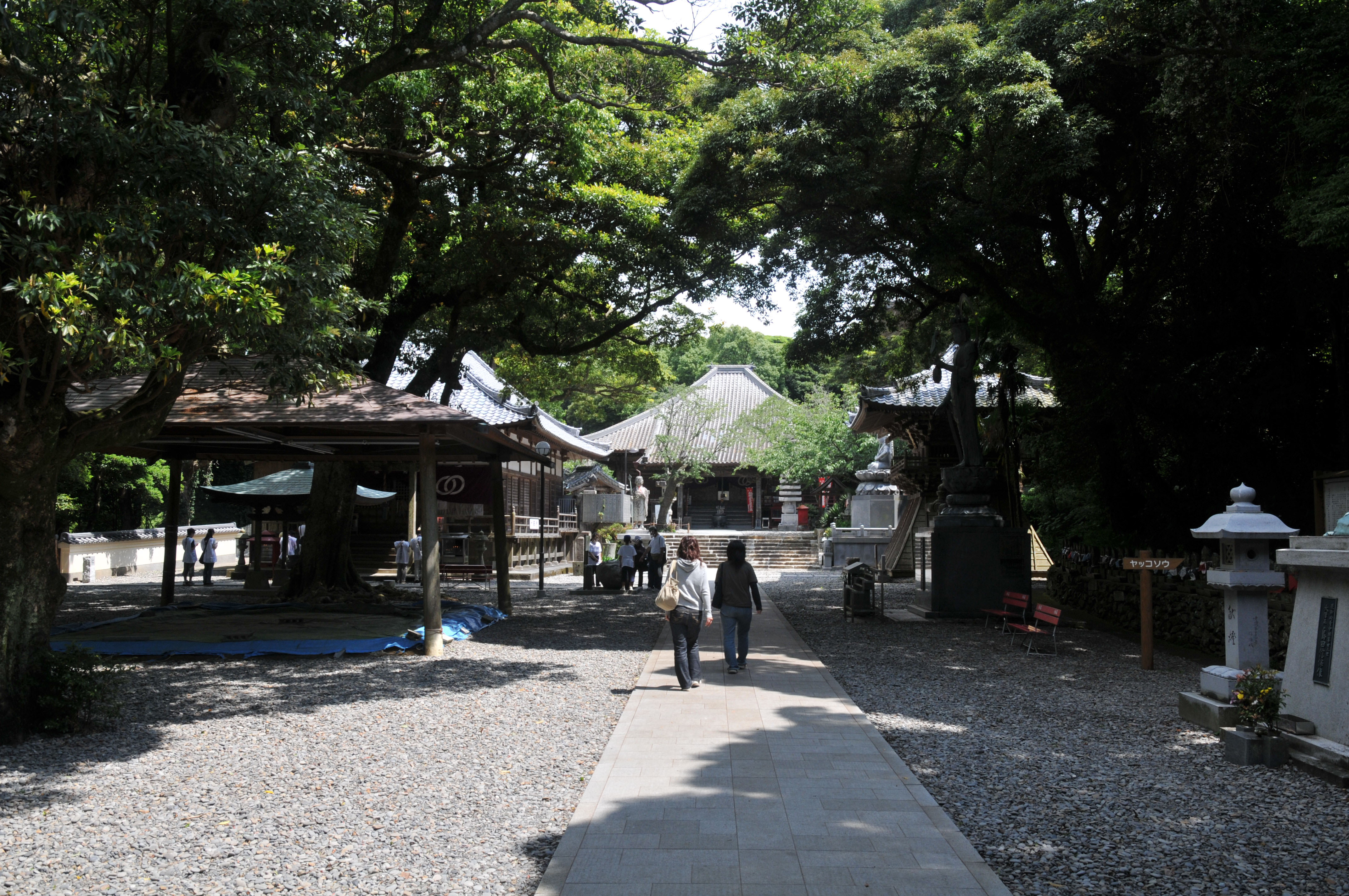
Tempelgelände
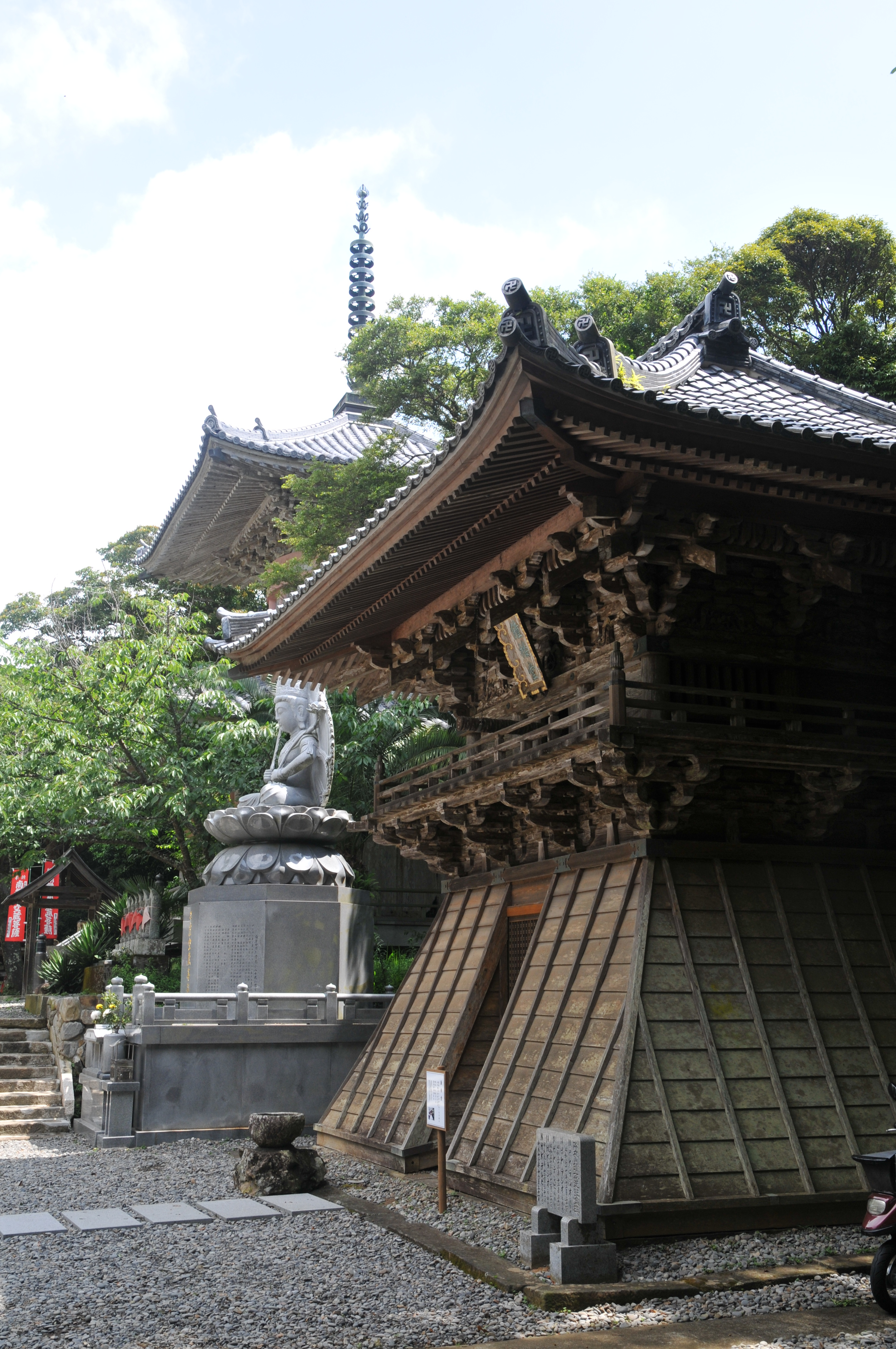
Alte Glocke
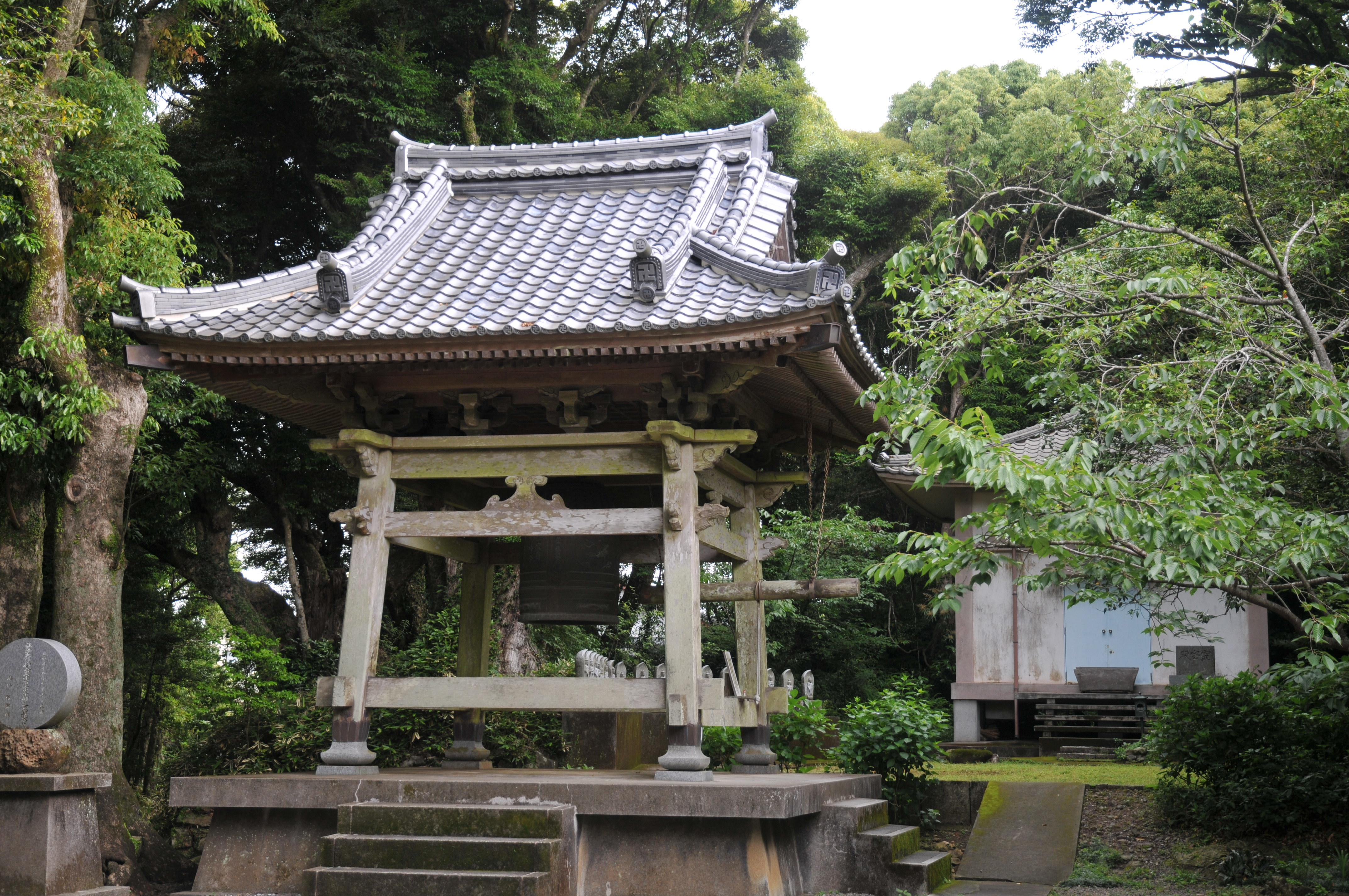
Neue Glocke
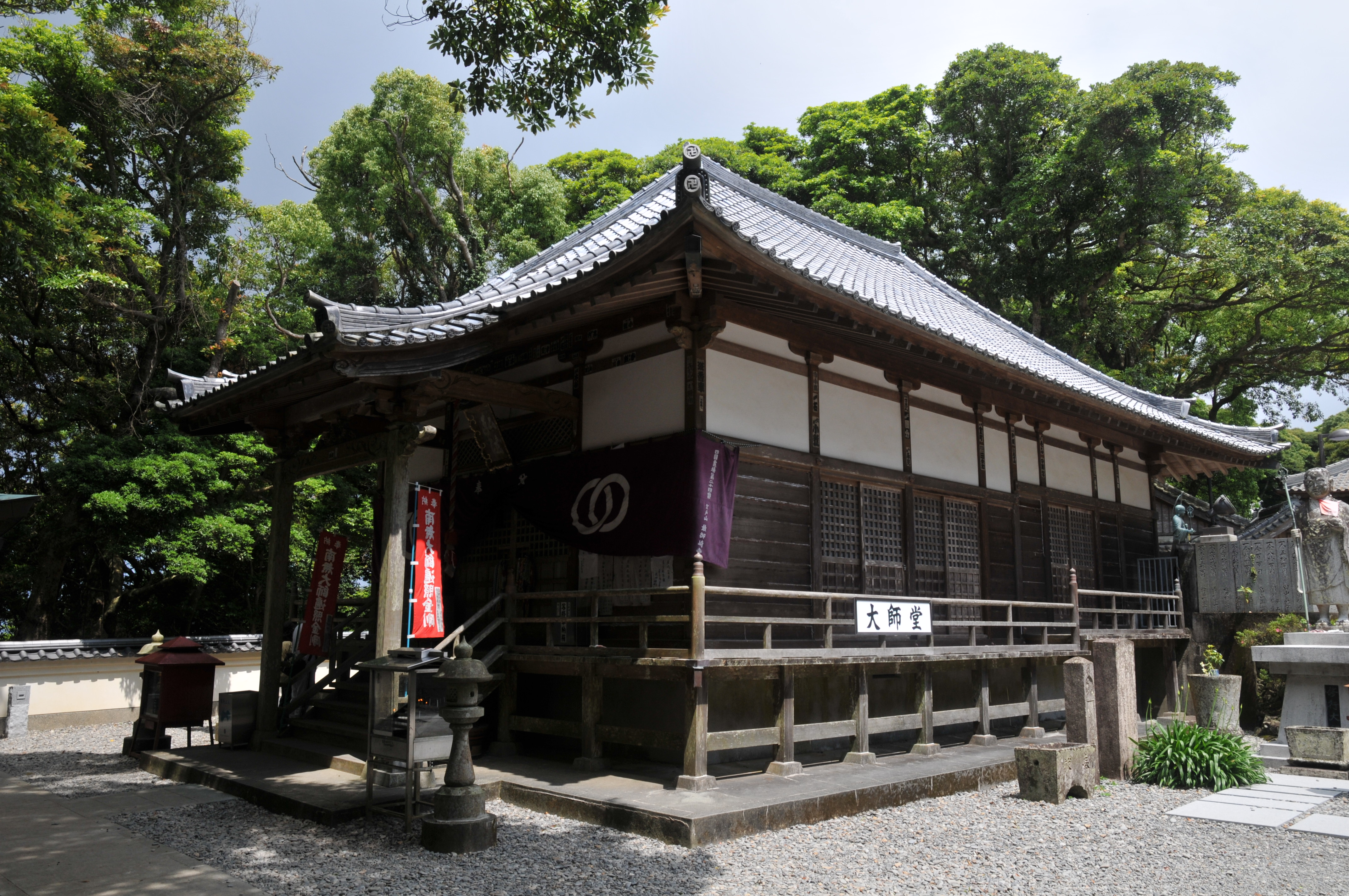
Daishidō
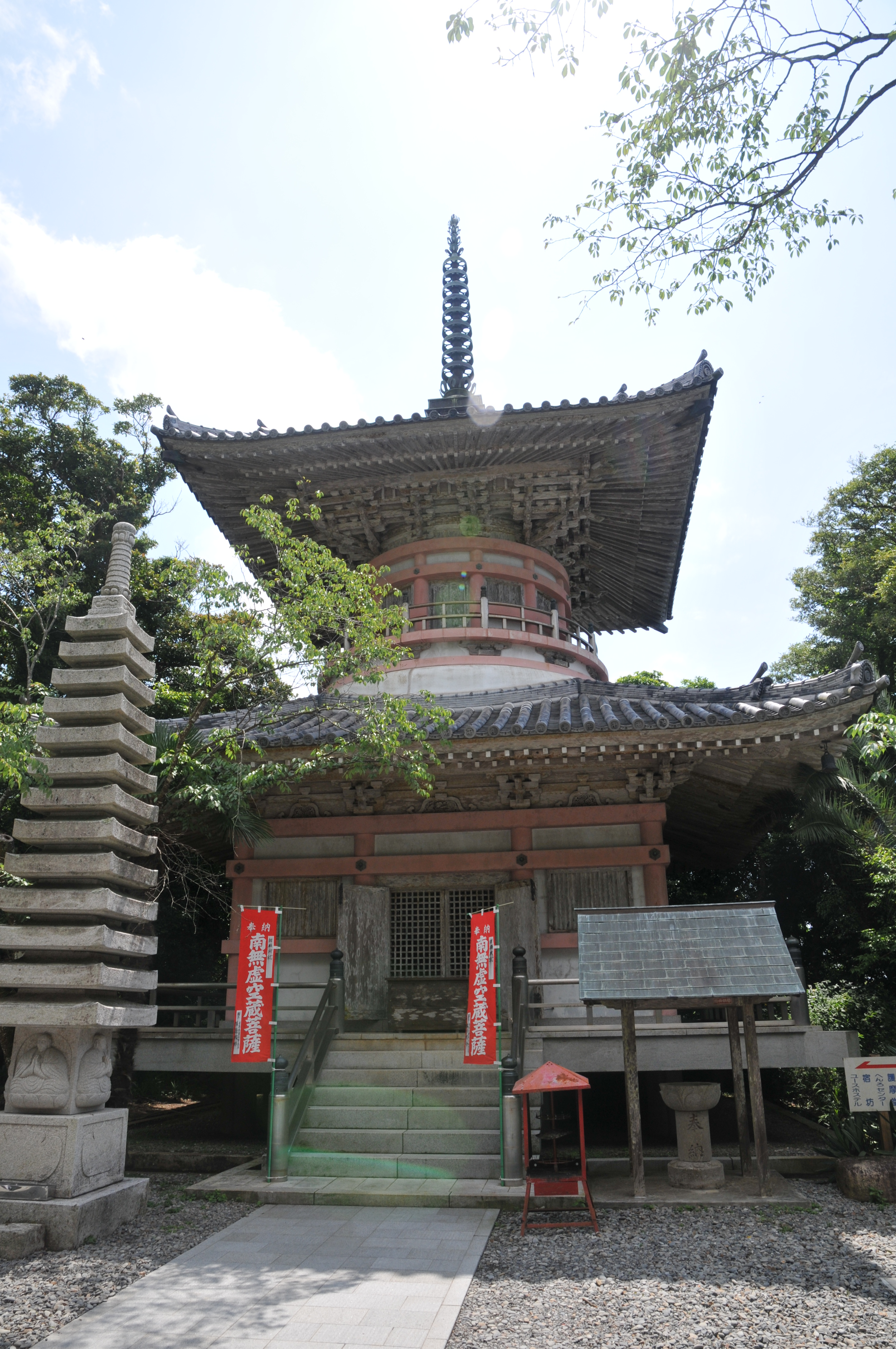
Schatzpagode